# Villeneuve-lès-Béziers
Villeneuve-lès-Béziers település Franciaországban, Hérault megyében. Lakosainak száma 4283 fő (2022. január 1.). Villeneuve-lès-Béziers Béziers, Cers, Portiragnes, Sauvian és Sérignan községekkel határos.

## Népesség
A település népessége az elmúlt években az alábbi módon változott:
| Lakosok száma | 2315 | 2546 | 2972 | 3586 | 4203 | 4266 | 4207 | 4102 | 4099 | 4283 |
|               | 1968 | 1982 | 1990 | 2006 | 2013 | 2015 | 2017 | 2019 | 2020 | 2022 |